# Gennarino Ottogalli
Gennarino Ottogalli (Codroipo, 12 febbraio 1923 – Rimini, 22 gennaio 2013) è stato un calciatore italiano, di ruolo difensore.

## Caratteristiche tecniche
Era un terzino sinistro.

## Carriera
Ha disputato tre campionati di Serie A dal 1947 al 1950 con le maglie di Bari e Venezia, per complessive 25 presenze in massima serie.